# Voordijkshoornse polder

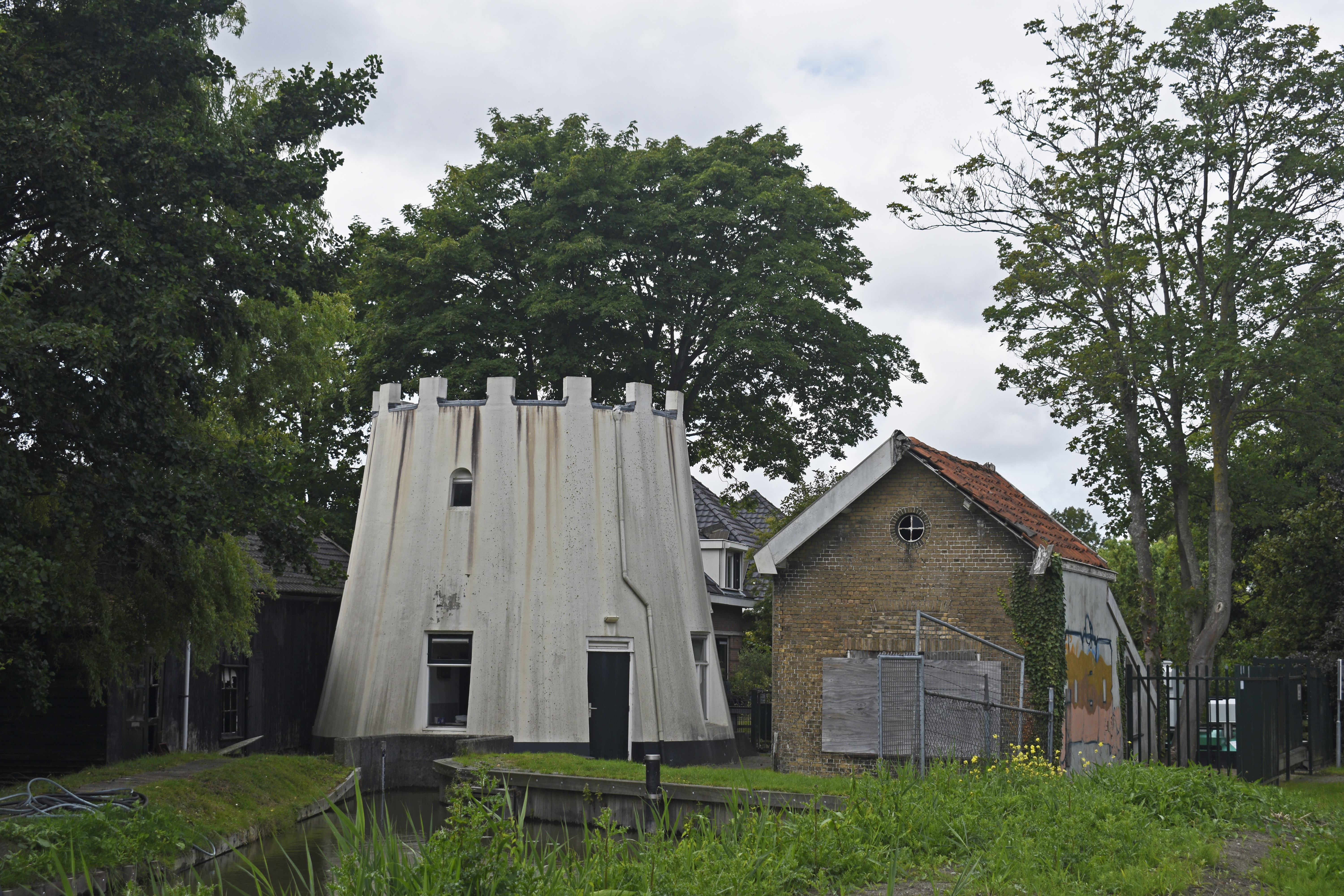
Voordijkshoornsche poldermolen (1737) in Den Hoorn.

De Voordijkshoornse polder is een polder en een voormalig waterschap in de gemeenten Delft en Midden-Delfland in de Nederlandse provincie Zuid-Holland.
Het waterschap was verantwoordelijk voor de drooglegging en de waterhuishouding in de polder.
De polder is nu voor een groot deel bebouwd en beslaat het noordwestelijk deel van Delft. In het westen grenst het aan de Harnaschpolder.